# Lido di Volano
Il Lido di Volano (Vulàn in dialetto ferrarese) è una località balneare della provincia di Ferrara, ed è il più settentrionale dei sette Lidi di Comacchio, quello più vicino al delta del Po e quindi più interessante dal punto di vista naturalistico.

## Descrizione
Il lido di Volano possiede una spiaggia ed una vasta pineta con superficie pari a 169 ha, che fa parte dell'area naturale protetta statale denominata Riserva naturale Po di Volano (DM 13/07/1977; G.U. n° 219 dell'11/08/1977). La pineta si estende verso sud per 6 km e separa il centro abitato dal lago delle Nazioni e dal vicino lido delle Nazioni. 
Risulta essere il lido più settentrionale a sud del delta del Po e ancora circondato da aree naturali meno sfruttate turisticamente, adatto quindi al birdwatching e alla pesca.
Il paese ha poche case e la sua storia inizia nel XV secolo. Il nome è legato all'antico Po di Volano, ex-ramo deltizio del fiume Po poi divenuto canale di irrigazione e scolo per le bonifiche. 

## Area naturale

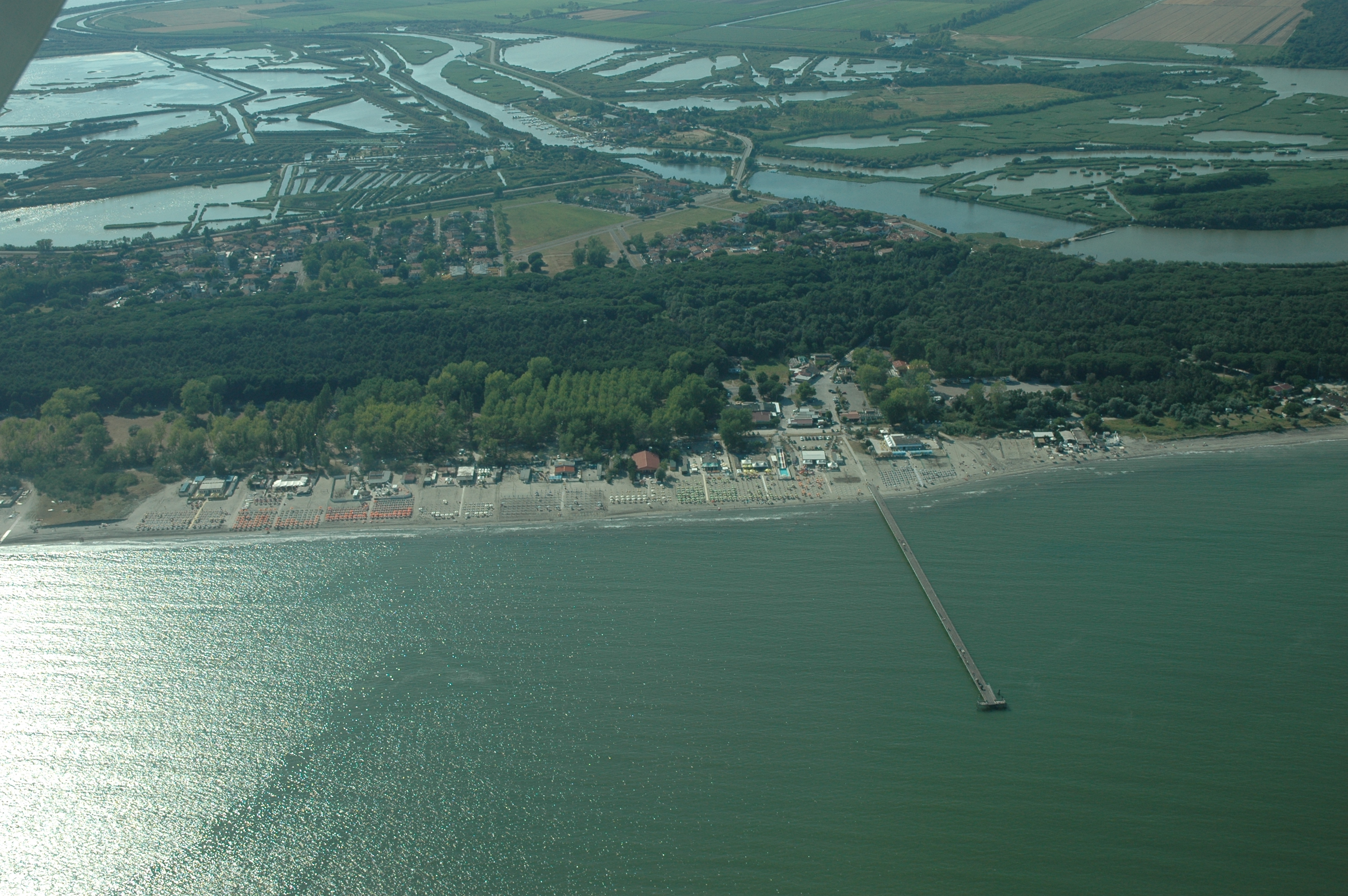
Panorama dall'alto dell'area del lido di Volano

La riserva naturale Po di Volano non è la sola caratteristica che lega il lido all'ambiente perché le valli di Canneviè e Porticino sono ricche di piccoli stagni di acqua salmastra con dossi e isolotti e sono il residuo dell'intervento umano di bonifica della ex valle Giralda. La profondità media è di 60 cm. con canali sublagunari che ripercorrono gli antichi peschiere e lavorieri della valle antica.

La palazzina di Canneviè, del 1700, che era la residenza padronale del "capo pesca", è stata trasformata in attività di ristorazione e congressuale. Il casone di Canneviè (o casa del pescatore), con gli annessi magazzino, tabarre e lavorieri, testimoniano la complessa industria di vallicoltura che comprendente anche la marinatura del pesce fin dal 1700.
La valle Bertuzzi, che è costituita dalle valli Nuova, Bertuzzi e Cantone, si era formata con le dune e l'ambiente era ricchissimo di fauna ittica e ornitologica. Parte della biodiversità si mantiene e non è raro vedere il cavaliere d'Italia.

## Monumenti e luoghi d'interesse
- Ex torre della Finanza, che sino agli anni sessanta era una sorta di dogana, per il transito  verso l'Istria.
- Riserva naturale Po di Volano

## Economia
Una delle attività economiche che hanno acquistato rilevanza con gli anni è quella turistica con diverse strutture ricettive e di ristorazione.